# Joe Jusko
Joe Jusko (1 de setembro de 1959, New York) é um artista e ilustrador dos Estados Unidos. Conhecido por suas pinturas realisticas e muito bem detalhadas, de fantasia e pin-up. Seus trabalhos podem ser vistos em diversas capas de revistas, na maioria de histórias em quadrinhos.

## Prêmios
Jukso ganhou o Comic Buyer's Guide Fan Award como Pintor Favorito em 1992 e 1993. O Wizard Fan Award, também como Pintor Favorito em 1993 e 1994. Sua pintura completa da na graphic novel Tomb Raider: The Greatest Treasure of All rendeu-lhe o Certificate of Merit da Society of Illustrators (que aceitou Jusko como membro em 2007).